# Eduardo (ur. 1979)
Eduardo Adelino da Silva, (ur. 13 października 1979 w Rio de Janeiro) – piłkarz brazylijski, w 2010 roku grający na pozycji napastnika w San Jose Earthquakes.
Karierę zaczynał w zespole CR Vasco da Gama, gdzie wychwycili go działacze belgijskiego RSC Charleroi. Później przeniósł się do francuskiego zespołu Toulouse FC, z którego w 25 roku przeniósł się do grającego w Swiss Super League, FC Basel.